# Piehl (Wisconsin)
Piehl es un pueblo ubicado en el condado de Oneida en el estado estadounidense de Wisconsin. En el Censo de 2010 tenía una población de 86 habitantes y una densidad poblacional de 0,87 personas por km².

## Geografía
Piehl se encuentra ubicado en las coordenadas 45°40′56″N 89°6′44″O / 45.68222, -89.11222. Según la Oficina del Censo de los Estados Unidos, Piehl tiene una superficie total de 98.36 km², de la cual 96.35 km² corresponden a tierra firme y (2.04%) 2.01 km² es agua.

## Demografía
Según el censo de 2010, había 86 personas residiendo en Piehl. La densidad de población era de 0,87 hab./km². De los 86 habitantes, Piehl estaba compuesto por el 98.84% blancos, el 0% eran afroamericanos, el 0% eran amerindios, el 1.16% eran asiáticos, el 0% eran isleños del Pacífico, el 0% eran de otras razas y el 0% pertenecían a dos o más razas. Del total de la población el 0% eran hispanos o latinos de cualquier raza.